# 德賴斯·布伊泰爾特
德賴斯·布伊泰爾特（荷蘭語：Dries Buytaert，1978年11月19日—），比利時程式設計師，自由開源內容管理系統軟體Drupal的作者兼首席開發者。

## 生涯

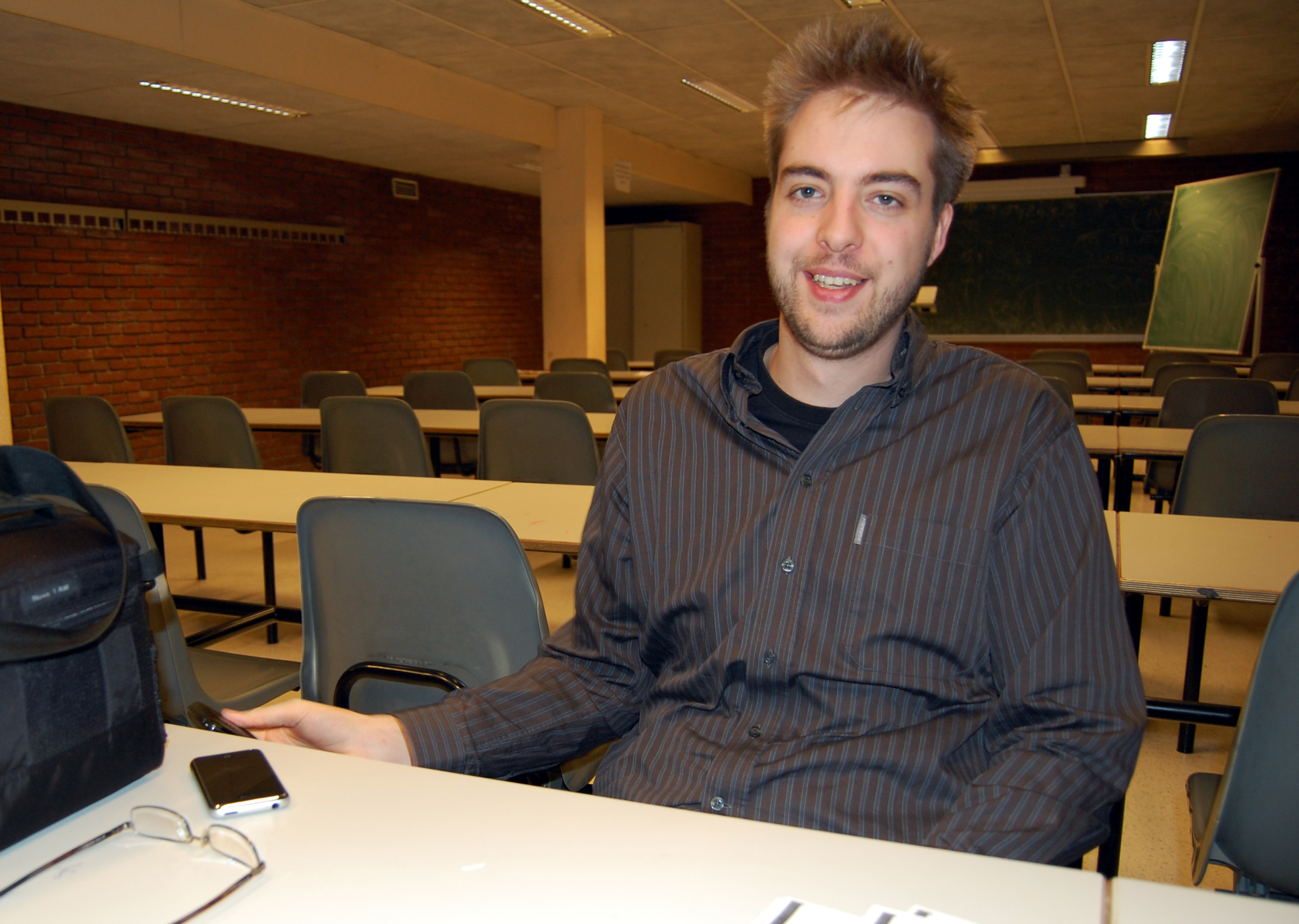
在2008年FOSDEM上的布伊泰爾特

布伊泰爾特於1978年11月19日出生於比利時的安特衛普，他在2000年獲得安特衛普大學的計算機科學執業學位，並在2008年1月27日取得根特大學的計算機博士學位。在1999年至2000年間，他曾是Linux-WLAN FAQ的維護人員。
2000年，布伊泰爾特與其安特衛普大學的同學漢斯·斯奈德（Hans Snijder）留意到其大學缺乏為學生而設的網路，因此他們在宿舍內架設了自己的無線橋接，並與其他六位學生一起共享斯奈德的ADSL數據機，但布伊泰爾特和斯奈德兩人都覺得仍缺乏一個可以互相交流的地方，於是他們創立了Drupal網路論壇，並在隔年把它變成一個開源軟件企劃。
2007年12月1日，布伊泰爾特公佈將會與傑伊·巴特森（Jay Batson）一起創立一間名叫Acquia的软件即服务公司。該公司主要提供軟件產品、服務和對Drupal的技術支援，並試圖使它成為Drupal版的紅帽公司（提供Linux套件）。2009年，Acquia成功讓Whitehouse.gov的內容管理系統轉換成Drupal。布伊泰爾特現正擔任Drupal的首席技術官。2008年3月31日，布伊泰爾特發行了專門用來阻截垃圾郵件的軟件Mollom。根據Netlog的數據，Mollom保護了超過59,000個網站。2018年4月2日，Mollom終止服務。
2008年，布伊泰爾特獲名列在《彭博商業周刊》的「年青科技企業家」（Young Entrepreneurs of Tech）的名單上，同年他還被《麻省理工科技評論》評為其中一位「TR35」。

### 解僱拉里·加菲爾德
2017年3月，布伊泰爾特解僱Drupal的資深開發人員拉里·加菲爾德（Larry Garfield），同時也取消其參加DrupalCon的資格，原因是某些論壇的帖子曝光他曾經參與葛瑞恩亞文化。加菲爾德隨後在同月22日於個人部落格發文，指責布伊泰爾特姑息人肉搜索，並指出Drupal的社群工作小組從未發現他有任何違法公司行為準則的行為。隔天，布伊泰爾特發文為自己辯護，稱解僱加菲爾德是為了建立一個包容性社區，他還表示不會公開確切的解職理由，並且沒有根據拉里（Larry）部落格文章中傳達的信息或信念做出決定，同時也不知道其他可能導致其被解職的原因。
85位Drupal開發人員對此發布了一封公開信，批評布伊泰爾特在這次事件的處理手法，其中加拿大作家喬恩·埃文斯更形容這是其中一種指責受害人的方式。

## 外部連結
- 個人網站 （页面存档备份，存于）
- Acquia （页面存档备份，存于）
- Mollom （页面存档备份，存于）

### 採訪
- An In-Depth Interview With Dries Drupal Watchdog interview (February 2011)
- Drupal founder, Dries Buytaert Interview （页面存档备份，存于） CMS Critic interview (January 2009)
- Video interview （页面存档备份，存于） with Dries Buytaert by Noel Hidalgo in Antwerp, Belgium (26 July 2007)

### 講談
- DrupalCon Los Angeles 2015: Driesnote Keynote （页面存档备份，存于） - Dries' talk at DrupalCon 2015 in Los Angeles, United States (May 2015)
- The State of Drupal - Dries' talk at FOSDEM 2007 in Brussels, Belgium (February 2007)
- Video of talk （页面存档备份，存于） delivered by Dries Buytaert titled the State of Drupal from OSCMS conference on Yahoo campus in Sunnyvale, California (late March 2007)
- The State of Drupal （页面存档备份，存于） - Dries' State of Drupal talk at Drupalcon 2007 in Barcelona, Spain (September 2007)